# Stepaszky
Stepaszky (ukr. Степашки, pol. hist. Stepaszki) – wieś  w rejonie hajsyńskim obwodu winnickiego Ukrainy, położona nad rzeką Boh na wschodnim Podolu. W 2001 roku liczyła ok. 800 mieszkańców.

## Historia
W Rzeczypospolitej Stepaszki znajdowały się w województwie bracławskim w prowincji małopolskiej Korony i należały do parafii katolickiej w Ładyżynie. W 1789 były prywatną wsią należącą do Potockich. Od II rozbioru Polski (1793) w Imperium Rosyjskim. Pod zaborami należała do Jełowieckich.
W Stepaszkach mieszkał pułkownik Sawa Czały, dowódca nadwornych kozaków hetmana wielkiego koronnego Józefa Potockiego w Niemirowie, zamordowany we własnym domu w 1741 roku przez bandę hajdamaków Ihnatki.

## Urodzeni
- Józef Sawa Caliński urodził się około 1736 r., dowódca i marszałek wyszogrodzki konfederacji barskiej.
- Franciszek Rawita-Gawroński, urodził się w 1846 r., historyk i powieściopisarz, uczestnik powstania styczniowego.